# 3e division d'infanterie (États-Unis)
Pour les articles homonymes, voir 3e division.
La  3e division d'infanterie des États-Unis est une des divisions d'infanterie de l'armée américaine (U.S. Army).

## Présentation

Insigne distinctif d'unité.

La 3e division d'infanterie américaine, (3rd Infantry Division) est surnommée Rock of the Marne (Le rocher de la Marne), pour sa contribution à la seconde bataille de la Marne. Elle est rattachée au XVIIIe corps aéroporté de l'US Army et est basée à Fort Stewart, Géorgie.

## Histoire

### Première Guerre mondiale
Formée en novembre 1917, la 3e d'infanterie a connu son baptême du feu le 14 juillet 1918 à minuit lors de la seconde bataille de la Marne, y gagnant son surnom et sa devise (Nous resterons là, en français dans le texte) grâce à sa résistance acharnée à la poussée allemande. Deux de ses soldats y ont obtenu la Medal of Honor.

### Seconde Guerre mondiale

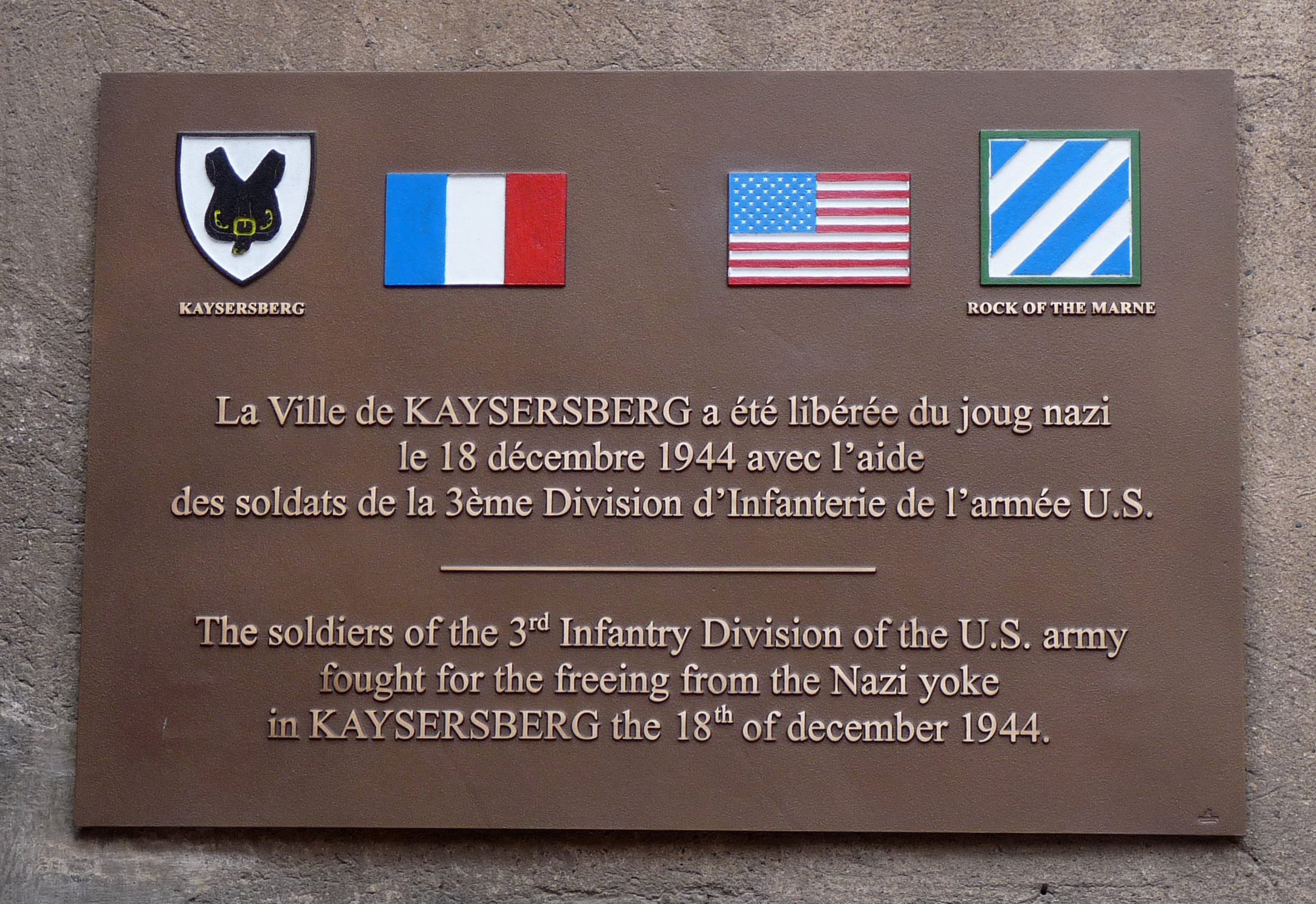
Plaque commémorative de la libération de Kaysersberg (Haut-Rhin) le 18 décembre 1944.

La division fut aussi à la pointe de l'assaut américain lors de la Seconde Guerre mondiale, combattant de Casablanca (Maroc) lors de l'opération Torch à Salzbourg (Autriche) en passant par Palerme, Anzio, Tome, l'Opération Anvil Dragon, la bataille des Vosges, la bataille de la poche de Colmar, la ligne Siegfried, Nuremberg, Munich et Berchtesgaden, soit 531 jours de combats continus. Ce qui permit à 36 de ses soldats d'emporter la plus haute distinction militaire américaine, la Medal of Honor.
La division reçoit la croix de guerre 1939-1945 française pour son action à Colmar.

### Après guerre
La division a aussi combattu pendant la guerre de Corée en intégrant entre autres le Corps de Volontaires pour la Corée belge, où 11 soldats ont obtenu la Medal of Honor notamment lors de l'opération Commando, puis revint en Allemagne de l'Ouest assurer la défense du dispositif de l'OTAN en 1958. Elle envoie 6 000 hommes combattre dans le Golfe Persique après l'invasion du Koweït par Saddam Hussein.
À la suite d'une réforme visant à réduire les effectifs de l'armée américaine en décembre 1994, les unités appartenant à la 3e d'infanterie sont devenues la 1re division d'infanterie US, tandis que celle de la 24e d'infanterie sont devenues la nouvelle 3e d'infanterie, stationnée à Fort Stewart, en Géorgie rattaché au XVIIIe corps aéroporté américain.
La division a été appelée à se rendre à nouveau dans le Golfe en janvier 2003, et a mené l'offensive lors de la Guerre en Irak contre les troupes de Saddam Hussein à partir du 20 mars de cette même année jusqu'à la chute de Bagdad le 8 avril. Elle est restée dans le pays pour s'occuper des missions de stabilisation jusqu'à sa relève en août 2003. Elle effectue plusieurs tours de service en Irak. A la fin de l'Operation Iraqi Freedom le 24 septembre 2010, 436 membres de la division ont été tués en action.

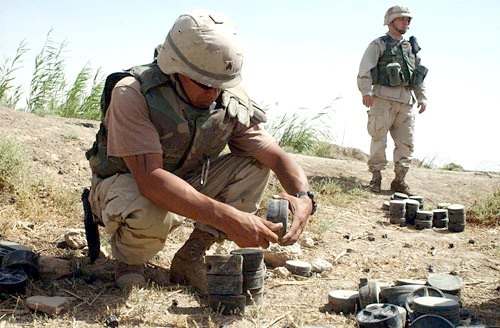
Unité du génie de la 3e DI désarmorcant des mines russes en Irak en 2003.

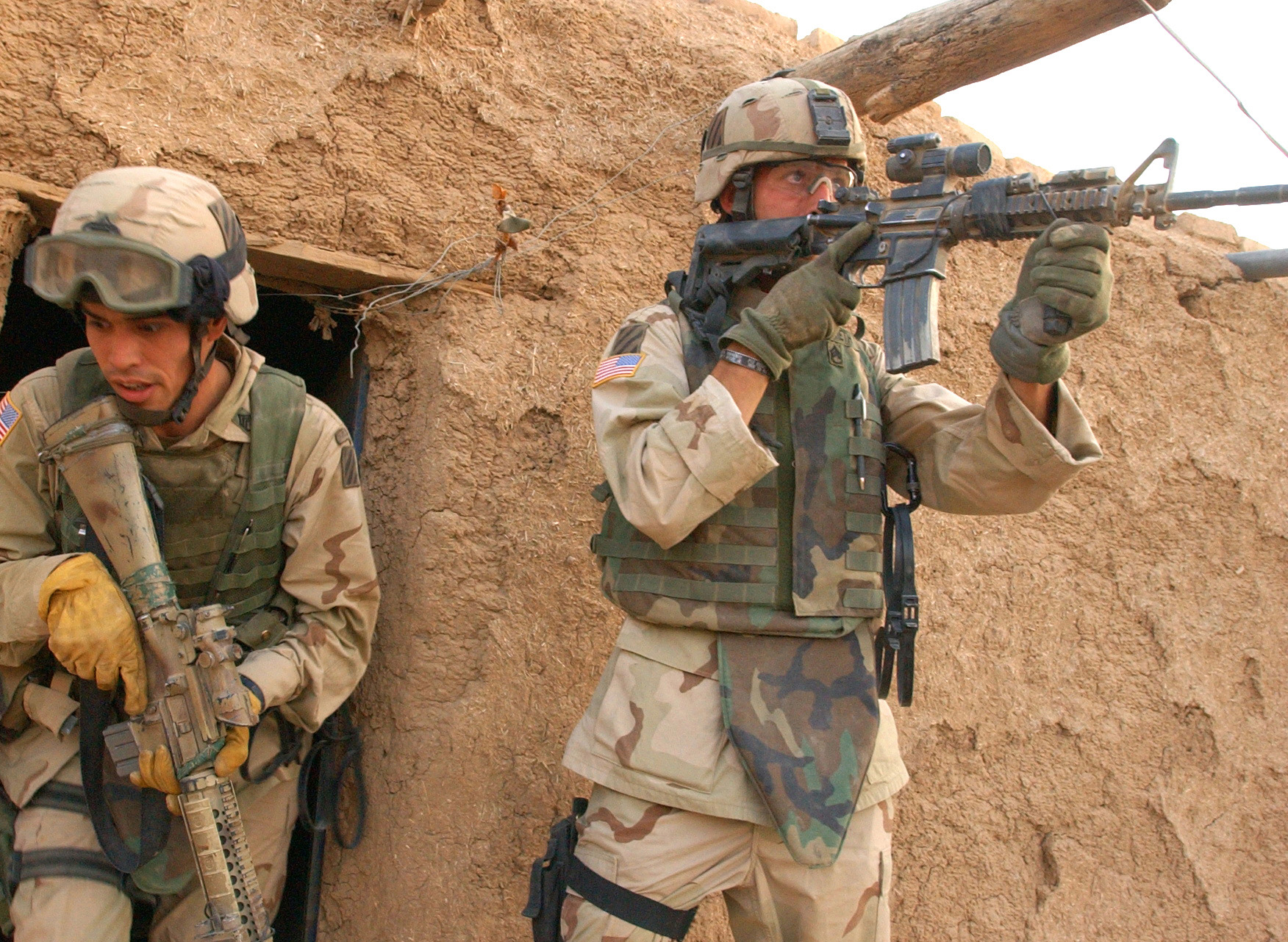
Tireur d'élite de la 3e D.I en Irak.

## Organisation
- 1re brigade « Raiders »
- 2e brigade « Spartan »
- 3e brigade « Sledgehammer »
- 4e brigade
- brigade d'aviation (United States Army Aviation Branch)
- artillerie divisionnaire « Marne Thunder »
- brigade du génie « Marne Sappers »

## Personnalités

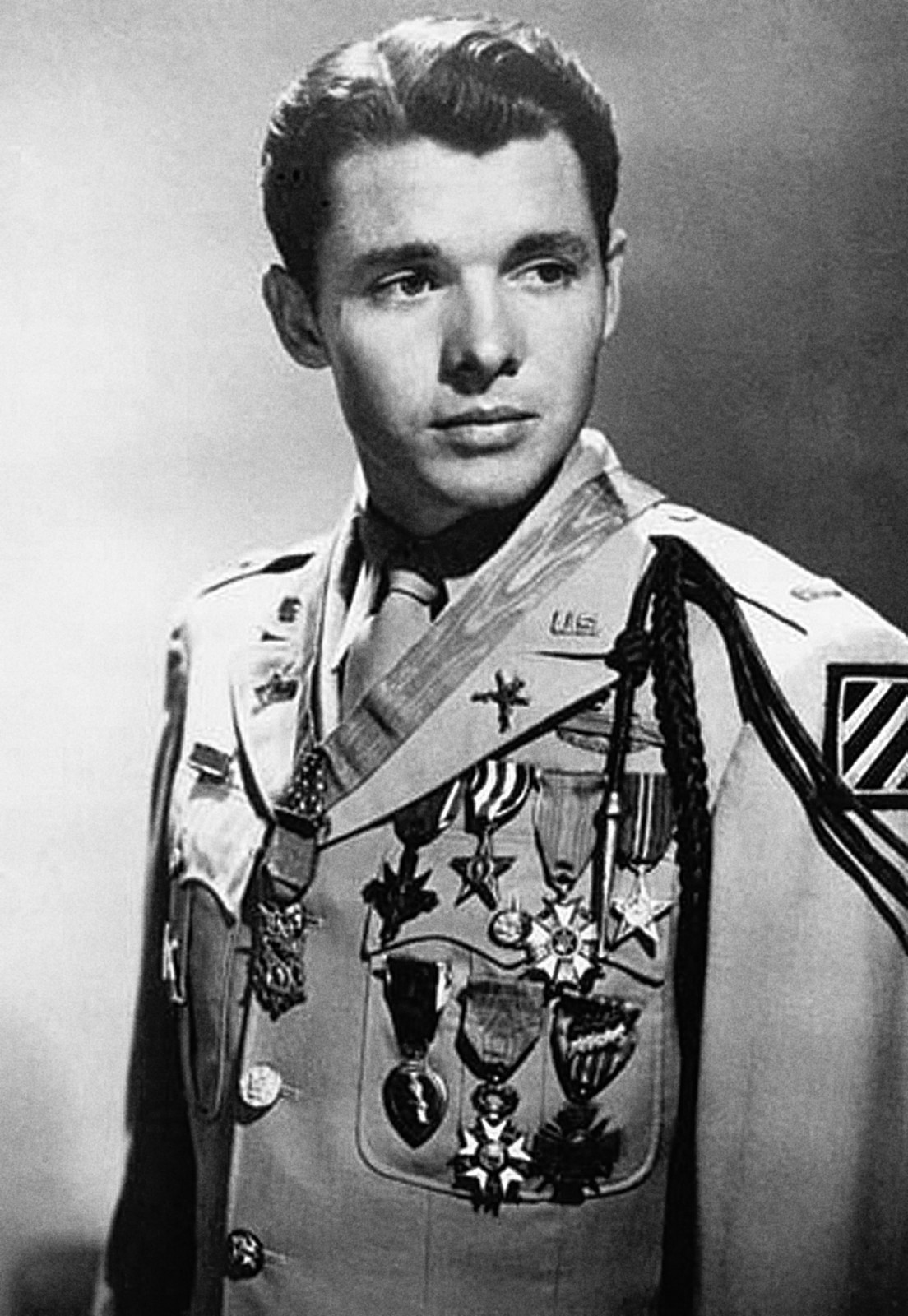
Audie Murphy.

- L'acteur Audie Murphy, officier à la 3e DIUS reçut la Medal of Honor pour son héroïsme au cours des combats dans le Bois de Holtzwihr dans les combats de la poche de Colmar.
- Sergent Sylvester Antolak, décoré de la Medal of Honor.